# Drogownictwo
Drogownictwo - dziedzina budownictwa zajmująca się zagadnieniami teorii i praktyki budowy  i eksploatacji dróg. 
Zasadniczą działalnością drogownictwa jest projektowanie, budowa, odbudowa, remonty i organizacja prac drogowych  oraz letnie i zimowe utrzymanie dróg. 
Osobnym działem drogownictwa jest organizacja ruchu drogowego.